# Pyronia philippina
Pyronia philippina är en fjärilsart som beskrevs av Austant 1877. Pyronia philippina ingår i släktet Pyronia och familjen praktfjärilar. Inga underarter finns listade.